# Gautier-Wehrlé
Gautier-Wehrlé war ein französischer Hersteller von Automobilen und Nutzfahrzeugen.

## Unternehmensgeschichte
Die Herren Rossel (möglicherweise Édouard Rossel, der später Rossel gründete), Charles Gautier und Wehrlé gründeten 1894 in Paris das Unternehmen Rossel, Gautier et Wehrlé zur Produktion von Automobilen. Der Markenname lautete Gautier-Wehrlé. 1897 erfolgte eine Umbenennung in Société Continentale d'Automobiles. 1900 endete die Produktion. Charles Gautier gründete später Gautier et Cie.

## Fahrzeuge
Zunächst wurden Dampfautos produziert. 1897 endete die Dampfwagenproduktion.
An den ersten Autorennen 1894 Paris–Rouen und 1895 Paris–Bordeaux–Paris nahm Charles Gautier mit Benzinmotor-Wagen teil. 
1896 folgte das sehr innovative Modell Mignonnette mit einem mittig angebrachten Zweizylinder-Benzinmotor, Dreiganggetriebe, Kardanantrieb und einer Gelenk-Hinterachse. Auch die Herstellung eines Lieferwagens wird erstmals in diesem Jahr erwähnt; dabei handelte es sich um eine Ausführung mit Zweizylinder-Boxermotor. 1897 wurde auf Frontmotoren umgestellt.
1897 erhielt Édouard Rossel ein Patent auf sein Fahrwerks-Getriebe-System, das mit zugekauften Motoren kombiniert wurde. Die Karosserie hatte die vis-à-vis-Form.
1898 bestand das Angebot aus mehreren Einzylindermodellen von der 5 CV Mignonette bis zum 12 CV und einem Modell mit Zweizylindermotor, das wahrscheinlich auch Basis eines leichten Omnibusses war. Auch motorisierte Zwei- und Dreiräder (Bicyclettes und Tricycle) wurden angeboten; dies auch als Bausatz für den Umbau vom Zwei- zum Dreirad, sowie vom Einsitzer- zum Zweisitzer-Tricycle.

1898 entstand auch ein Dog-cart électrique mit Elektromotor.

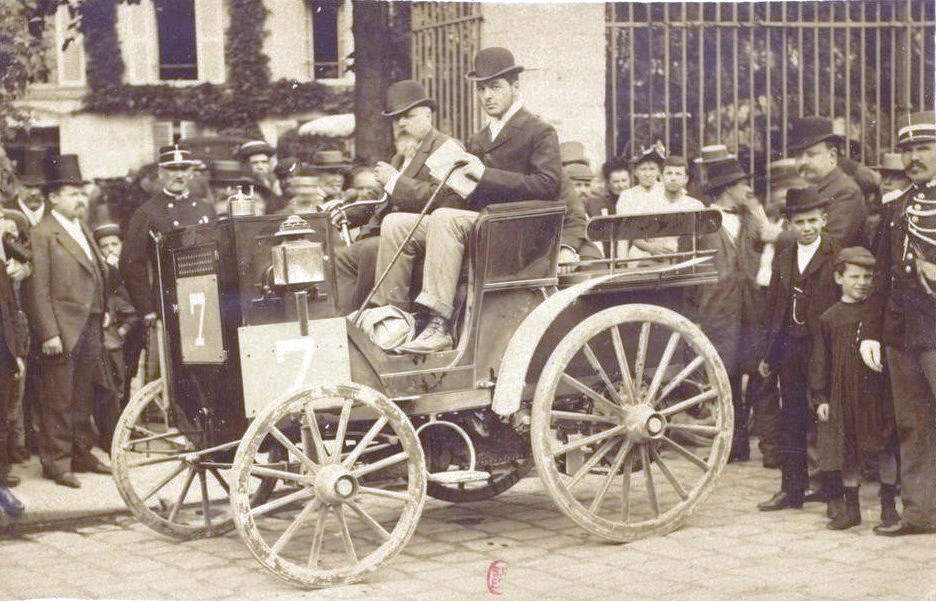
Charles Gautier auf Gautier-Wehrlé 3.5 CV (no.7), Paris-Rouen 1894
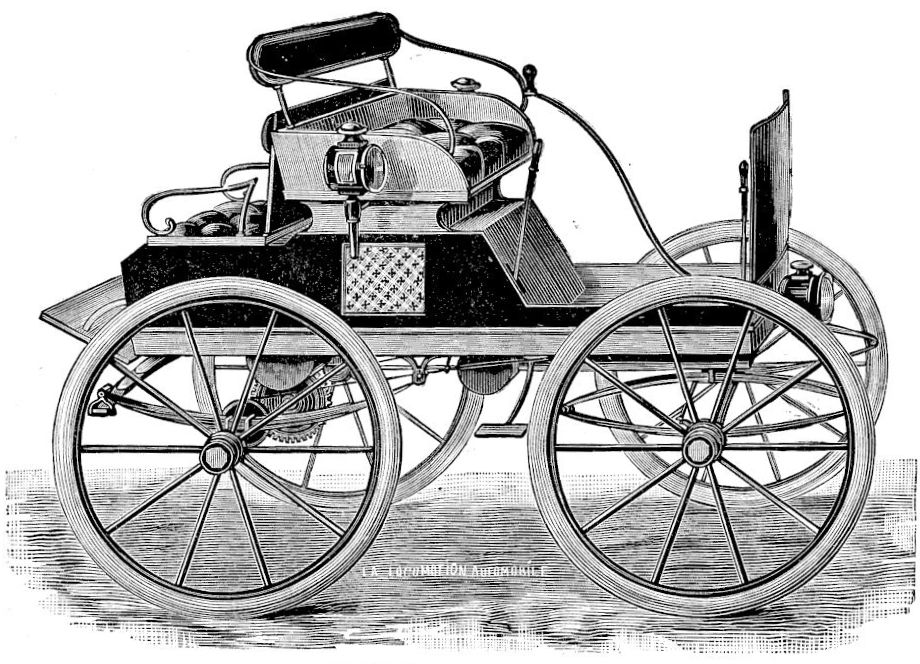
Gautier-Wehrlé Mignonnette (1897)
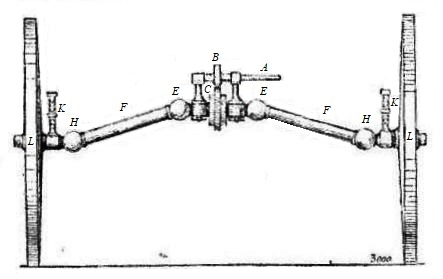
Gelenkachse (1897)
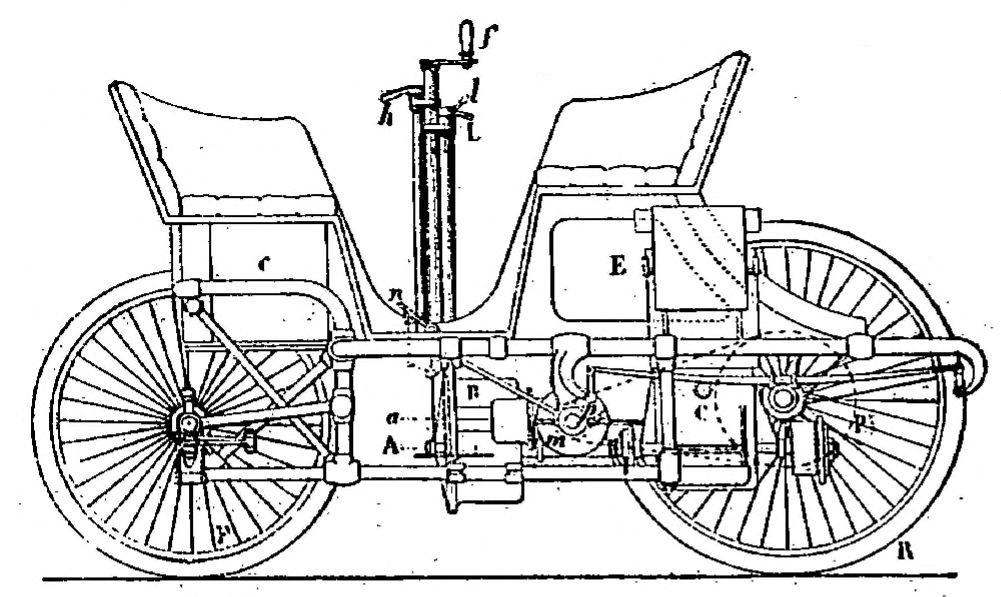
Édouard Rossel vis-à-vis (1897)
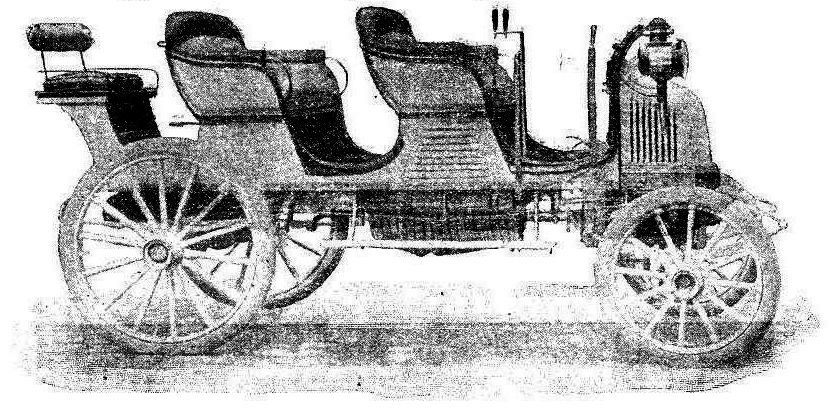
Grand Phaëton 6 places (1898)
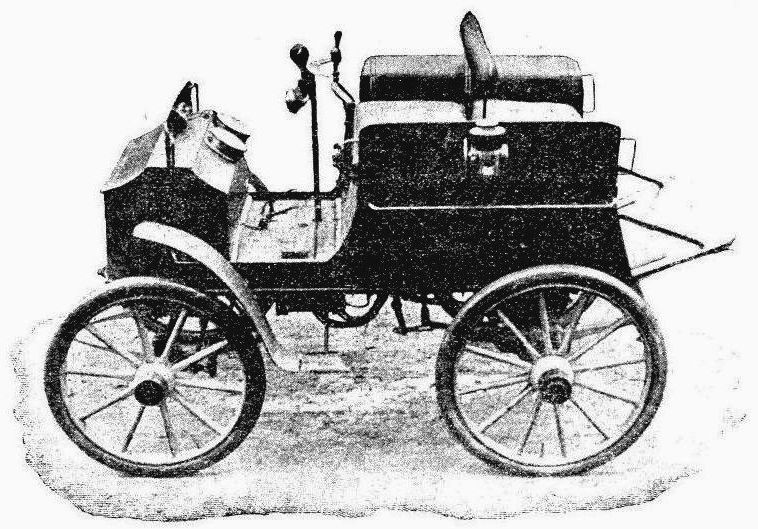
Dog-cart électrique (1898)
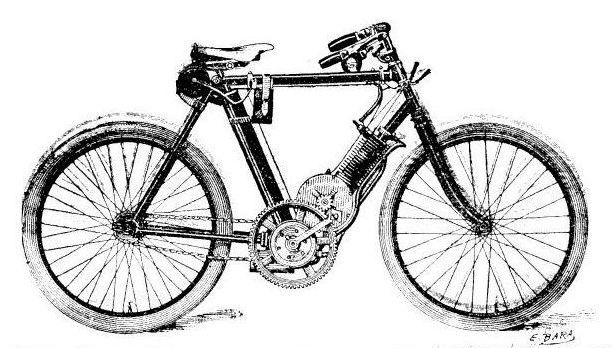
Motorrad (1898)
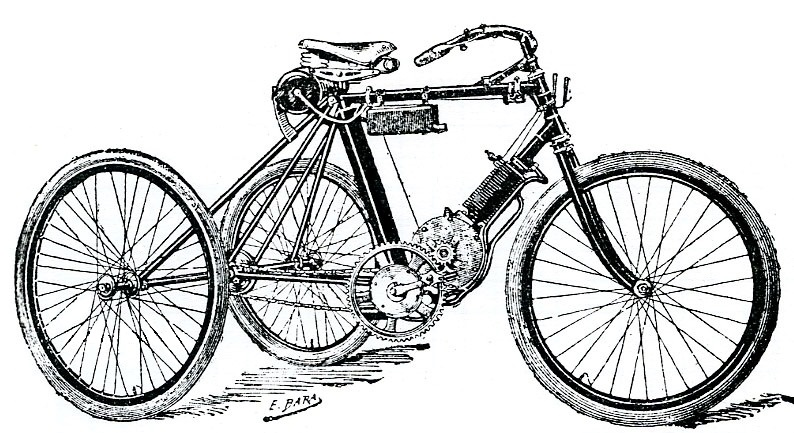
Tricycle umgebaut aus Motor-Zweirad (1898)
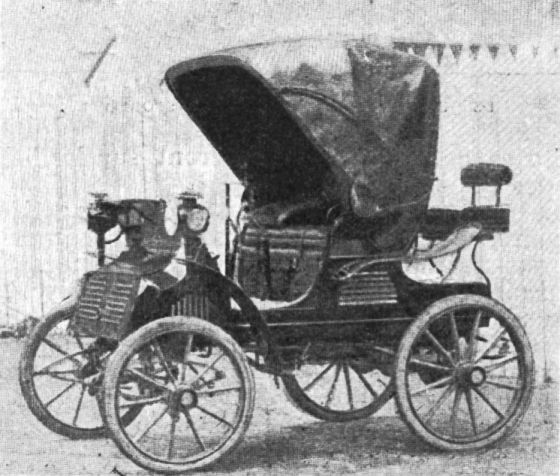
Cab 8 CV (1899)

## Lizenzvergabe
Linon aus Belgien fertigte einige Modelle in Lizenz.

## Trivia
Anfang der 1960er Jahre legte der kleine Spielzeugauto-Hersteller R.A.M.I. by JMK die Nachbildung einer Mignonette 5/6 CV von 1897 auf. Das Originalfahrzeug hat ein festes Dach mit einem integrierten, innovatives System von zwei Frontscheiben, die nach dem Besteigen des Zweisitzers von oben abgesenkt wurden. Dasselbe Vorbild diente auch Vorlage für ein Kunststoff-Fertigmodell, allerdings ohne Scheiben.